# La zapatera prodigiosa

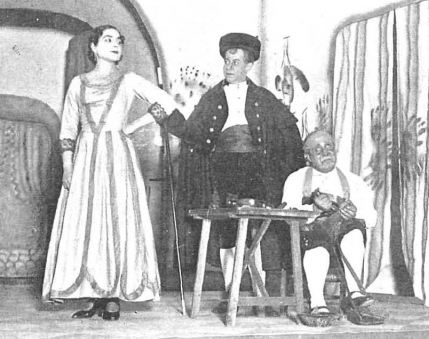
Margarita Xirgu, José Cañizares y Alejandro Máximo en una imagen del estreno en 1931

La zapatera prodigiosa: farsa violenta en dos actos es una obra de teatro de Federico García Lorca que fue estrenada en 1930. En ella el autor ofrece una obra de perfil clásico, inspirada en el espíritu femenino que, a medida que se desarrolla, se transforma en una alegoría del alma humana.

## Argumento
Un matrimonio por conveniencia y la lucha de una mujer entre su realidad y sus verdaderos deseos, intenta dejar en evidencia cómo el ser humano se debate entre aquello que le presenta el destino y lo que él desea íntimamente desde lo más profundo de su alma. El Niño habla con la zapatera y le cuenta que su marido se ha ido, la zapatera tiene que salir adelante trabajando en la taberna.
El niño es con la única persona del pueblo con quien se lleva bien la zapatera, como ella no puede tener hijos propios, le trata como si fuera hijo suyo y ambos se quieren.
Pasa el tiempo y aparece en el pueblo un titiritero contando historias y entreteniendo a la gente. El titiritero resulta ser  el marido disfrazado que al hablar con la zapatera se da cuenta de que lo quiere y lo echa de menos.
Mientras tanto en la plaza del pueblo se pelean dos hombres y todas las vecinas dicen que es por culpa de la zapatera.
El zapatero descubre lo mucho que quiere a su mujer. Se quita la máscara, le pide perdón y se reconcilian.

## Personajes
Zapatera:.Tiene 18 años 
Zapatero:.Tiene 53 años
Alcalde:.
El niño:
Las vecinas:.(Vecina Roja, Vecina Morada, Vecina Negra, Vecina Verde, Vecina Amarilla, Vecina Azul).

Otros personajes:. Don Mirlo, mozo.

## Representaciones
La obra fue estrenada primero en Buenos Aires y después en el Teatro Español de Madrid el 24 de diciembre de 1930, dirigida por Cipriano Rivas Cherif.
Los intérpretes de esta primera representación fueron: Margarita Xirgu (zapatera), Alejandro Maximino (zapatero), Matilde Fernández (niño), José Cañizares (alcalde), Femando Porredón (don Mirlo), Fernando Venegas (mozo), Julia Pachelo, Mimí Muñoz y Pascuala Mesa (vecinas).
En la década de 1930 volvería a interpretarse en España en varias ocasiones como en 1935, por la compañía de Lola Membrives en el Teatro Coliseum de Madrid, con un elenco de intérpretes que incluyen a Helena Cortesina, Cándida Losada y Magda Rotger, con Alejandro Maximino repitiendo papel.
Habrían de pasar más de 20 años para que, en la España de Franco, volviera la obra a los escenarios. Sería en 1957 en una sesión de teatro leído, a cargo del TEU.  Tres años después, la familia del autor levantaba la prohibición de representar la obra de Lorca en teatros comerciales en suelo español, autorizando la puesta en escena de La zapatera prodigiosa en el Teatro Eslava de Madrid.
En 1965 el director Alfredo Mañas la llevó al Teatro Marquina de Madrid, siendo interpretada por Amparo Soler Leal y Guillermo Marín. El propio Mañas repitió montaje 20 años después, con Fernando Delgado y Laura García Lorca, sobrina del autor.

## Inspiración
García Lorca se inspiró en la también granadina Agustina González López "la Zapatera", para el personaje protagonista de esta obra y para el personaje de Amelia en La casa de Bernarda Alba, ya que ella se hacía llamar con este nombre, que utilizaba también para firmar sus escritos.
El compositor argentino, Juan José Castro, compuso una ópera sobre esta obra, estrenada en el Teatro Colón de Buenos Aires en 1943.